# Jevgenija Lalenkovová
Jevgenija Michajlovna Lalenkovová (rusky Евгения Михайловна Лаленкова; * 8. září 1990 Furmanov, Ruská SFSR, Sovětský svaz), rozená Dmitrijevová (rusky Дмитриева), je ruská rychlobruslařka.
Na mezinárodní scéně působí od roku 2008, kdy začala závodit ve Světovém poháru juniorů. V roce 2009 debutovala ve Světovém poháru, pravidelně však v tomto seriálu nastupovala od roku 2010. Na Mistrovství světa ve víceboji 2013 byla šestá, což je její nejlepší individuální výsledek z velkých akcí. Sezónu 2014/2015 vynechala, poté začala startovat na domácích ruských závodech. Členkou reprezentace se opět stala v roce 2018, na evropském šampionátu 2019 byla v klasickém víceboji sedmá. Z Mistrovství světa na jednotlivých tratích 2019 si ze stíhacího závodu družstev přivezla bronzovou medaili. Na ME 2020 získala stříbrnou medaili na trati 1500 m a na světovém šampionátu 2020 si na trati 1500 m rovněž dobruslila pro stříbro. Z MS 2021 si přivezla bronzové medaile z tratě 1500 m a ze stíhacího závodu družstev, na Mistrovství Evropy 2022 vybojovala bronzovou medaili ve stíhacím závodě družstev. Startovala na ZOH 2022 (1500 m – 9. místo, 3000 m – 10. místo, stíhací závod družstev – 4. místo).
Své rodné příjmení používala do roku 2014. Je vdaná za rychlobruslaře Jevgenije Lalenkova.